# Міссурі-Сіті (Міссурі)
Міссурі-Сіті (англ. Missouri City) — місто (англ. city) в США, в окрузі Клей штату Міссурі. Населення — 217 осіб (2020).

## Географія
Міссурі-Сіті розташоване за координатами 39°14′21″ пн. ш. 94°18′5″ зх. д. / 39.23917° пн. ш. 94.30139° зх. д. (39.239029, -94.301263).  За даними Бюро перепису населення США в 2010 році місто мало площу 2,94 км², з яких 2,61 км² — суходіл та 0,33 км² — водойми. В 2017 році площа становила 2,31 км², уся площа — суходіл.

## Демографія
Згідно з переписом 2010 року, у місті мешкало 267 осіб у 116 домогосподарствах у складі 68 родин. Густота населення становила 91 особа/км².  Було 133 помешкання (45/км²).
Расовий склад населення:
| - 89,9 % — білих - 4,1 % — чорних або афроамериканців - 0,7 % — корінних американців - 0,4 % — азіатів |

До двох чи більше рас належало 4,9 %. Частка іспаномовних становила 2,2 % від усіх жителів.
За віковим діапазоном населення розподілялося таким чином: 17,6 % — особи молодші 18 років, 69,3 % — особи у віці 18—64 років, 13,1 % — особи у віці 65 років та старші. Медіана віку мешканця становила 46,2 року. На 100 осіб жіночої статі у місті припадало 118,9 чоловіків;  на 100 жінок у віці від 18 років та старших — 107,5 чоловіків також старших 18 років.
Середній дохід на одне домашнє господарство  становив 43 346 доларів США (медіана — 36 833), а середній дохід на одну сім'ю — 53 329 доларів (медіана — 45 250). Медіана доходів становила 37 344 долари для чоловіків та 25 694 долари для жінок. За межею бідності перебувало 18,3 % осіб, у тому числі 6,0 % дітей у віці до 18 років та 0,0 % осіб у віці 65 років та старших.
Цивільне працевлаштоване населення становило 117 осіб. Основні галузі зайнятості: освіта, охорона здоров'я та соціальна допомога — 28,2 %, виробництво — 18,8 %, мистецтво, розваги та відпочинок — 17,1 %.